# Ursus etruscus
Ours étrusque
Espèce
Synonymes
- Ursus cultridens Nesti, 1826
- Thalassarctos etruscus Airaghi, 1922

Ursus etruscus, appelé aussi Ours étrusque, est une espèce fossile de carnivores caniformes de la famille des Ursidae.

## Aire de répartition

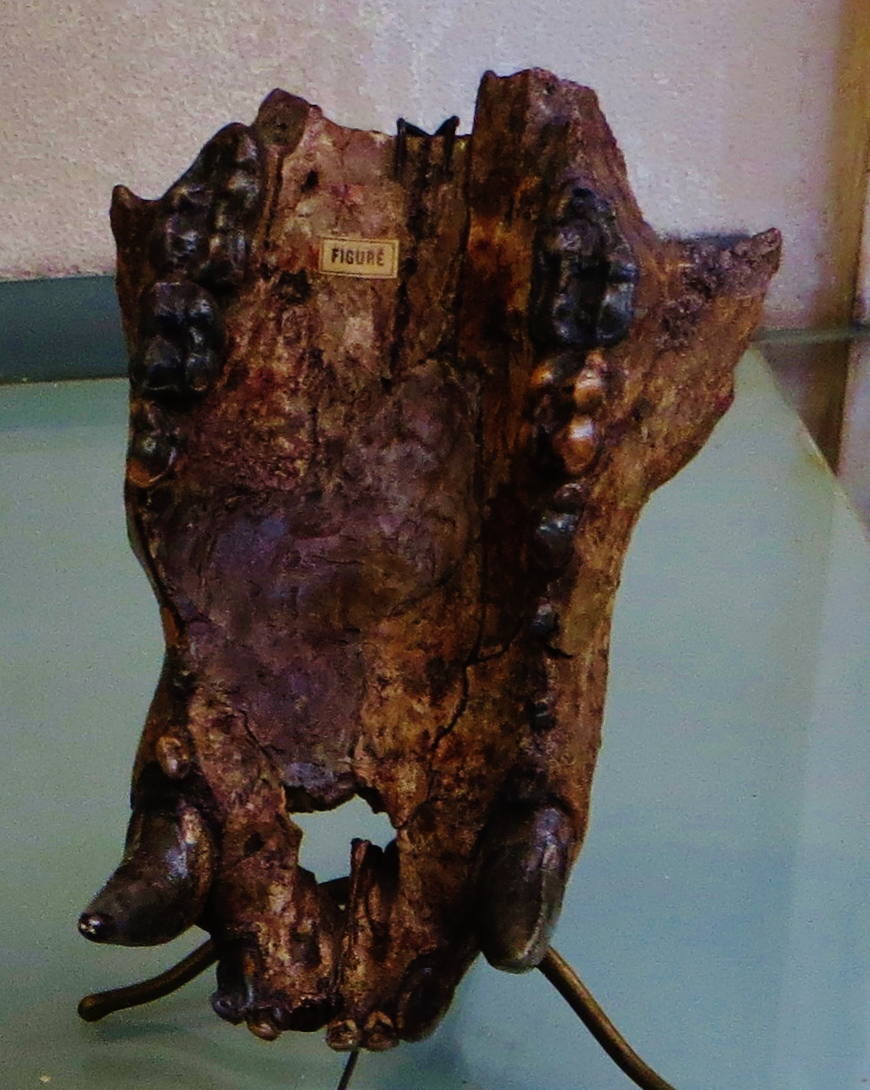
Maxillaire (dont le palais) dUrsus etruscus exposé dans la galerie de Paléontologie et d'Anatomie comparée du Muséum national d'histoire naturelle, Paris.

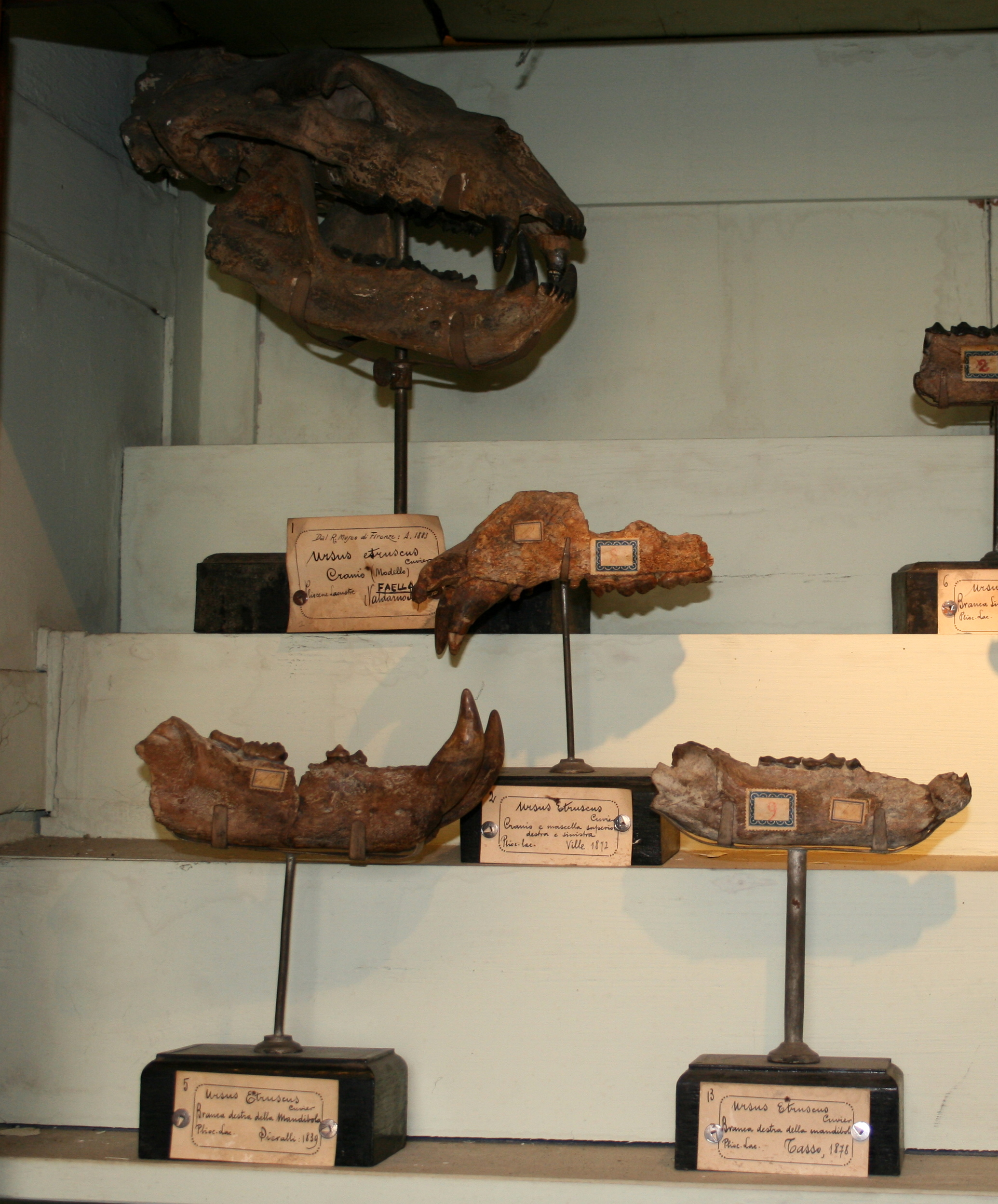
Crâne et mandibules au musée paléontologique de Montevarchi, en Italie.

Cet ours a été découvert à Strmica (en Croatie), à Venta Micena (es) (en Espagne), sur les sites de Saint-Vallier et de Senèze (en France), dans de nombreux sites d'Italie, à Tegelen (aux Pays-Bas) et à Kuruksay (au Tadjikistan).

## Paléoenvironnement
Ursus etruscus a vécu de la fin du Pliocène (étage Plaisancien) jusqu'au milieu du Pléistocène (étages Gélasien et Calabrien), il y a environ de 3,6 à 0,8 Ma (millions d'années) durant un intervalle autrefois appelé Villafranchien,.

## Dénomination
Le nom vulgaire attesté en français est l'Ours étrusque.

## Taxinomie
Cette espèce a été décrite en 1823 par le naturaliste français Georges Cuvier (1769-1832). La localité type est Upper Valdarno, en Italie. Les synonymes attestés sont Ursus cultridens et Thalassarctos etruscus.